# Luca Orsini Baroni
Luca Orsini Baroni (Fornacette, 10 maggio 1871 – Roma, 27 novembre 1948) è stato un diplomatico e politico italiano.
Nel 1933 fu nominato senatore del Regno d'Italia